# Dubraviczky Simon
Dubraviczky Simon (Dubravica, 1791 – Buda, 1849. április 24.) Pest-Pilis-Solt vármegye első alispánja, országgyűlési követ.

## Származása
A Dubraviczky család tagjai horvát eredetű, Zólyom megyében letelepedett, ágostai evangélikus hitű köznemes család volt. A család egyes tagjai 19. századra házassági kapcsolatok révén Pest–Pilis–Solt és Nógrád megyékben is birtokosok lettek.

## Élete
Apja Dubraviczky György (1759–1801), anyja Schindler Amália (1772–1853) 1788-ban házasodtak össze. A házaspárnak öt gyereke született. Az apa korán meghalt, így az öt gyermek nevelése az édesanyára maradt. Iskolai éveiről csupán annyit tudni, hogy bátyjával, Dénessel (1789–1819) együtt 1806. október 13-án beiratkozott a debreceni református kollégiumba, ahol jogot tanult. Tanulmányai befejeztével, 1809-ben Bereg vármegye alispánja lett, 1811-ben pedig nagybátyja, Géczy Péter mellett végzett joggyakorlatot. 1812-ben, mint vármegyei kancellista – úgynevezett kiskövet – Zólyom vármegye követe lett. A pozsonyi országgyűlésen, írnokként volt jelen. 1812. szeptember 26-án, Pesten, letette az ügyvédi esküt. Ezt követően Pestre költözött és az ország legnagyobb és legfontosabb törvényhatósága, Pest–Pilis–Solt vármegye szolgálatába állt.
1813. május 5-én, mint tiszteletbeli ügyész kezdte ügyvédi pályáját. 1816. augusztus 14-én alügyész lett, majd 1818. március 31-én pedig megválasztották a kecskeméti járási alszolgabírójának. 1825. június 30-án a kecskeméti járás főszolgabírója lett. 1829. szeptember 30-án a budavári országházban tartott vármegyei tisztújító gyűlésen megválasztották másodalispánnak, majd 1830. augusztus 3-án Pozsonyban tartott országgyűlés követének.
1832. október 23-án alispánná választották, majd 1836. november 3 újraválasztották.
Sohasem nősült meg, viszont sokat foglalkozott családja – özvegy édesanyja birtokainak gyarapításával, jogi ügyeivel. Tápiószelén volt egy 21 000 holdas birtoka, ami Szelén máig – romosan – áll az a vályogfalú, de tágas nemesi lakóház, amelyet a Pest megyei nemesi építészet történetét kutató Badál Ede Dubraviczky kúriának, a helybeliek „Benedicki” háznak neveznek.
Az 1838. márciusi pesti nagy árvíz idején részt vett a mentésekben, melyek következtében megbetegedett. Ezért 1839 nyarán Karlsbadban (Karlovy Vary) ment gyógyulás céljával, majd innen körútra indult, Drezdába, Lipcsébe és a közeli Weimarba látogatott. De járt Frankfurtba, Mainzban, Stuttgartban, Münchenben és Linzben is, ahonnan gőzhajóval érkezett hazatért vissza Pestre.
Dubraviczky, mint Pest-Pilis-Solt vármegye alispánja 1833-tól másfél évtizeden át együttműködött gróf Széchenyi Istvánnak is a Híd és a Nemzeti Színház ügyében.
Utolsó hónapjait Budán, betegeskedve töltötte. Amikor a császári katonaság által megszállt fővárosban már nem tűnt biztonságosnak, kocsijával a tápiószelei birtokára akart távozni. Azonban alighogy kiért a városból, 1849. április 24-én, szélütés (stroke) érte és még aznap meghalt.

## Tevékenysége
Alispánként részt vett a kerületi és országos üléseken, felszólalt minden fontosabb tárgy vitájában. Kossuth Lajos kéziratos Országgyűlési Tudósításaiban háromszáz alkalommal említik a nevét. 1833. február 20-án a vallási sérelmek, 21-én az áttérések szabályozása tárgyában szólalt fel. Április 11-én a vallásszabadságról tartott beszédet. Június 11-én újból felszólalt a főrendek erre vonatkozó „izenete” tárgyalása során, július 4-én pedig ő válaszolt a fehérvári káptalan követe Marich János püspök beszédére. Tekintélyét bizonyítja, hogy az alsótábla 1833. április 13-án a „sérelmek összeszedésére” létrehozott bizottságba is tagjául választotta.
Jelentős szerepe volt a Lánchíd törvényhozási előkészítésében is. Kölcsey is megemlítette, hogy 1833. június 26-án Dubraviczky felállt az országgyűlésben és megyéje nevében javaslatot tett a Budát és Pestet összekötő állandó híd ügyében.
Bár evangélikus volt, május 15-én a protestáns konzisztóriumok bíráskodása tárgyában indítványozta, hogy a válóperek tárgyalását bízzák világi törvényszékekre. 1835. december 10-én javasolta, hogy a törvényeket kizárólag magyar nyelven szerkesszék.
Az 1839-1840. országgyűlésen a következő törvényjavaslatot tette: „1.§ A türelmi adó eltöröltetik. 2.§ A zsidók az ország többi nem nemes lakosai által gyakorlott minden polgári jogokban a Magyar Szent Korona alatt mindenütt részesítenek.” Javasolta továbbá a zsidó vallás bevetté nyilvánítását.

## Munkái
Jelentése Pest, Pilis és Solt t. e. megyék 1839–40. országgyűlési követének. Pest, 1840. (Szentkirályi Móriccal együtt.)

## Ajánlott irodalom
- Az 1848–1849. évi első népképviseleti országgyűlés történeti almanachja. (Szerk.: Pálmány Béla) Magyar Országgyűlés. Bp., 2002.
- Benkó Imre: A dubraviczai Dubraviczky család története. Bp., 1914. Klny. Turul 1914/1–4.
- Borovszky Samu: Pest–Pilis–Solt-Kiskun vármegye. Magyarország vármegyéi és városai I–II. Bp., 1910. (Reprint: Dovin Művészeti Kft. 1990.)
- Dubraviczky Simon–Szentkirályi Móric: Jelentése Pest–Pilis és Solt t. e. megyék 1839/40. évi országgyűlési követeinek Pesten, 1840.
- Gócsáné Móró Csilla: Adatok egy Pest megyei reformkori köznemes életútjához és pályaképéhez.
- Dubraviczky Simon: In: Studia Comitatensia 25. Gazdaság és Társadalomtörténeti tanulmányok. (Főszerk.: Soós Sándor). Szentendre, 1995. 106–123. old.
- Kölcsey Ferenc Országgyűlési napló (s. a. r. Völgyesi Orsolya). Bp., 2000.
- Nagy Iván: Magyarország családai czímerekkel és nemzékrendi táblákkal: III. kötet [Caballini - Dvornikovich]. Pest: Ráth Mór. 1858.
- Széchenyi István: Napló.(Vál., szerk.: Oltványi Ambrus) Bp., 1982. (2. kiadás)
- Takáts Sándor: Politikai konventikulumok és titkos konferenciák az országgyűlésen. In: Kémvilág Magyarországon. Bp., 1980.
- Országos Levéltár Személynöki Levéltár – Ügyvédi vizsgajegyzőkönyvek 1812. (O78)
- Pest megyei Levéltár IV. 93. Közgyűlési ir. Series magistratualium.